# Богатырёв, Михаил Григорьевич
Михаи́л Григо́рьевич Богатырёв (1924, Тверская область — 1999) — советский художник, живописец, соцреалист. Член Союза художников СССР (1961).

## Биография
Родился в деревне Нескучай (ныне — Тверской области).
В 1942 году попал на фронт, а через год получил тяжёлое ранение (пуля вошла в шею и вышла через лопатку). Врачи спасли ему жизнь, но Богатырёв остался инвалидом.
Художественное образование получил в Московской городской художественной студии для инвалидов Отечественной войны, которую закончил в 1951 году. Учился у И. Гурвича, К. Кона, Д. Налбандяна, Г. Цейтлина.
Жил в Москве, на Сиреневом бульваре.

## Творческая деятельность
Участвовал в городских, республиканских и всесоюзных художественных выставках с 1952 года. С 1961 года работал в Переяславском доме творчества.
Основные темы творчества художника — Великая Отечественная война и жизнь тружеников села. Значительное внимание он уделял также натюрморту и пейзажу. Как отмечает арт-журнал Alebrio, его картины на связанные с войной тематику "напоминают качественные советские фильмы, где война показана через актёрскую игру, а не через грубый натурализм".
Картины М. Г. Богатырёва находятся в музейных собраниях (Кабардино-Балкарский музей изобразительных искусств, Тверская областная картинная галерея), а также в частных коллекциях в России и за рубежом (Франция, Япония, Германия, Италия).
Весной 2015 года в выставочном зале Московского союза художников проходила персональная семейная выставка М. Г. Богатырёва и его дочери Ольги. Летом того же года картины художника-фронтовика (несколько портретов ветеранов войны) были представлены на выставке, открывшейся в Центральном музее Великой Отечественной войны на Поклонной горе.